# كولن ستيفنز
كولن ستيفنز (بالإنجليزية: Colin Stevens)‏ هو لاعب هوكي الجليد أمريكي، ولد في 30 يونيو 1993 في ناينيكا في الولايات المتحدة.

## وصلات خارجية
- كولن ستيفنز على موقع دوري الهوكي الوطني (الإنجليزية)
- كولن ستيفنز على موقع EliteProspects.com (الإنجليزية)
- كولن ستيفنز على موقع HockeyDB.com (الإنجليزية)